# Woolaston
Ne doit pas être confondu avec Woollaston.
Woolaston est un village d'Angleterre du Sud-Ouest situé au nord de l'estuaire de la Severn, dans le Gloucestershire (district de Forest of Dean). Il a le statut de paroisse civile.
Le village est traversé par la route A48 (en) entre Lydney au nord-est et Chepstow, au sud-ouest, qui marque la limite du pays de Galles.